# ピョートル・ネステロフ
ピョートル・ニコラエヴィチ・ネステロフ（ロシア語: Пётр Николаевич Нестеров、ラテン文字転写の例：Pyotr Nikolayevich Nesterov、1887年2月15日 - 1914年8月26日）は、ロシア帝国の軍人。パイロットであり、1904年8月から1914年8月まで軍務にあった。曲技飛行のパイオニアでもある。

## 概要
1887年2月15日にロシア帝国のニジニ・ノヴゴロドにて、軍の士官学校の教師の息子として誕生した。軍人の道を選び、1904年8月に士官学校を去った後は砲兵学校に進み、1906年10月に東シベリア第9砲兵隊に少尉として配属された。1909年に飛行機会社に派遣されて航空の世界に入り、最初のグライダーを製作して飛行の練習を始めた。1911年6月から軍の飛行士としての訓練を受け、1912年11月に課程を修了して軍のパイロットになった後は、1913年5月にキエフの隊のリーダーとなり、夜間飛行を実施した。また70馬力のエンジンのニューポールIVで観衆の前で宙返り飛行を実施したこともあった。この飛行で軍からは懲罰を受けたが、ネステロフは有名になり、後に勲章を受章した。

### 第1次世界大戦期

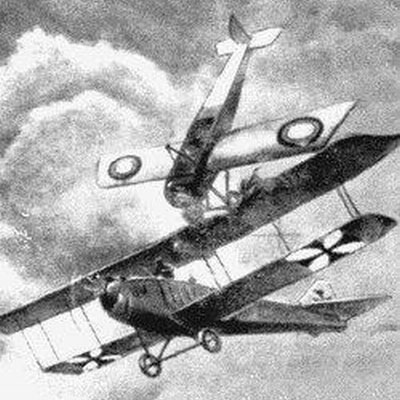

1914年7月に第1次世界大戦が始まると戦闘に参加し、爆弾の投下に技術を見せた。戦争の初期に航空機は武装は無かったが、ネステロフは敵の航空機を空中で破壊した最初のパイロットとなった。同年8月26日にモラーヌ・ソルニエ単葉機に乗ったネステロフは、偵察士のフリードリッヒ・フォン・ローゼンタールと操縦士のフランツ・マリーナの乗ったオーストリア軍の偵察機のアルバトロスB.IIを撃墜するために、彼の機の主脚を敵機に衝突させようとした。しかしプロペラが敵機に当たって2機は墜落し、乗員は3人とも死亡した。この戦闘の場所に近いジョウクヴァの街は一時期ネステレフと改名されていた。ネステレフの行った体当たり戦法は第2次世界大戦のソ連空軍にも受け継がれ、タラーン戦法と呼ばれた。ネステロフはウクライナのジョウクヴァにて、27歳で死去した。

## 功績
ネステロフの功績を讃え、ソ連は曲技飛行の乗員に贈るネステロフ・カップを創設し、これは後に国際航空連盟の世界エアロバティック選手権のチャンピオンに贈られるネステロフ・トロフィーに引き継がれた。